# Nesozineus lineolatus
Nesozineus lineolatus är en skalbaggsart som beskrevs av Maria Helena M. Galileo och Martins 1996. Nesozineus lineolatus ingår i släktet Nesozineus och familjen långhorningar. Inga underarter finns listade i Catalogue of Life.